# Open Air Theatre

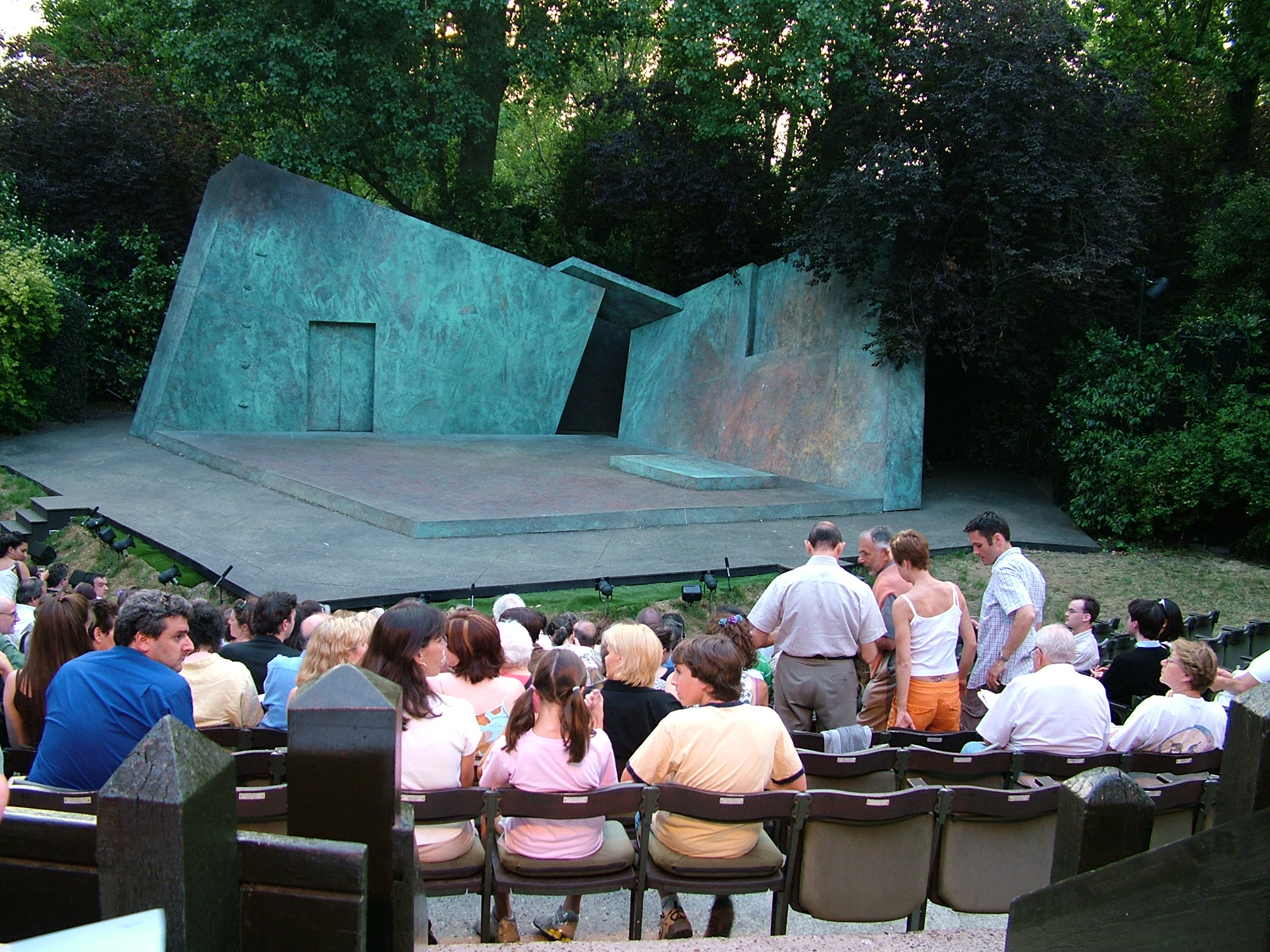
La scène de l'Open Air Theatre en juin 2005 lors d'une représentation de Cymbeline

L’Open Air Theatre est situé à Regent's Park dans le quartier de Westminster à Londres, est une rencontre théâtrale annuelle durant les trois à quatre mois de l’été. La compagnie qui y réside est la New Shakespeare Company. À chaque saison il est d’usage de présenter en alternance Le Songe d'une nuit d'été, une autre pièce de Shakespeare, une comédie musicale et un spectacle pour enfant. Le plus souvent les acteurs des différentes productions se retrouvent dans plusieurs sinon toutes les autres pièces de la saison.
Le théâtre proprement dit se trouve à l’intérieur du cercle de Regent’s Park et est donc entouré par le parc. On raconte qu’il a un des bars les plus longs de tous les théâtres londoniens puisqu’il s’étire sur une longueur équivalente à celles des places assises. On y sert des menus à partir d’une heure et demie avant le début du spectacle jusqu’à l’entracte. Un barbecue est aussi organisé ainsi que des pique-niques avec des tables pour que le public puisse y apporter son casse-croûte.
Lors de la saison 2005 il y fut représenté La Nuit des rois et H.M.S. Pinafore.
En 2006 il y eut La Mégère apprivoisée, Le Songe d'une nuit d'été, The Boy Friend et Babe le cochon.
La saison 2007 donnera entre autres Macbeth, Le Songe d'une nuit d'été,  la comédie musicale Lady Be Good, ainsi que Fantastic Mr Fox et The Boy Friend.